# Oswald Veblen
Oswald Veblen (24 de junio de 1880 – 10 de agosto de 1960) fue un matemático estadounidense que destacó en geometría, topología y teoría de conjuntos. Parte de su trabajo encontró aplicaciones en la física atómica y la teoría de la relatividad. Demostró el
teorema de la curva de Jordan en 1905.

## Vida
Veblen nació en Decorah (Iowa). Se educó en la escuela de Iowa City. Hizo sus estudios de licenciatura en la Universidad de Iowa, donde recibió un A.B. en 1898, y en la Universidad de Harvard, donde obtuvo un segundo B.A. en 1900.
Para sus estudios de su doctorado, se fue a estudiar matemáticas a la Universidad de Chicago, donde obtuvo su Ph.D. en 1903. Su tesis doctoral fue A System of Axioms for Geometry ('Un sistema de axiomas para la geometría') que fue dirigida bajo la supervisión de E. H. Moore.
Posteriormente Veblen enseñó matemáticas en la Universidad de Princeton desde 1905 a 1932. En 1926, fue nombrado catedrático de la cátedra Henry B. Fine de Mathematics. En 1932, ayudó a organizar el Institute for Advanced Study de Princeton, renunciando a su plaza de catedrático para convertirse en el primer catedrádico del Instituto en el mismo año. Mantuvo esta cátedra en el institito hasta que pasó a ser profesor emérito en 1950.
O. Veblen
era sobrino de Thorstein Veblen, un reconocido economista y sociólogo estadounidense.Veblen murió en Brooklin en 1960 a la edad de 80 años. Tras su muerte la American Mathematical Society creó un galardón en su honor, llamado Oswald Veblen Prize in Geometry. Este premio es conocedido cada tres años y es uno de los premios más prestigiosos dentro del campo de la investigación geométrica.

## Logros académicos
Durante su carrera, Veblen hizo importantes contribuciones a la topología y la geometría proyectiva y diferencial, incluyendo importantes resultados en física moderna. Veblen introdujo los llamados axiomas de Veblen de la geometría proyectiva
y demostró el teorema de Veblen-Young. Además introdujo las funciones de Veblen de los ordinales y usó una extensión de las mismas para definir
los llamados ordinales de Veblen
Participó en supervisar el trabajo pionero que llevó a desarrollar el ordenador electrónico ENIAC durante la Segunda Guerra Mundial. Además escribió en un artículo de 1912 sobre el
conjetura de los cuatro colores.

## Libros de O. Veblen
- Introduction to infinitesimal analysis; functions of one real variable with N. J. Lennes (John Wiley & Sons, 1907)[2]
- Projective geometry with John Wesley Young (Ginn and Co., Vol. 1, 1910;[3] Vol. 2, 1918[4])
- Analysis Situs (American Mathematical Society, 1922;[5] 2nd edn. 1931)
- Invariants of Quadratic Differential Forms (Cambridge University Press, 1927)[6]
- The Foundations of Differential Geometry with J. H. C. Whitehead (Cambridge University Press, 1932)[7]
- Projektive Relativitätstheorie (Springer Verlag, 1933)[8]